# Daniel z Padovy
Daniel z Padovy byl italský jáhen a mučedník.
Byl umučen za vlády císaře Diocletiana na počátku 4. století. Informace o jeho existenci byly objeveny roku 1075, když bylo jeho tělo objeveno v oratoři Svatého Prosdocima. Byla objevena rakev z mramoru, která obsahovala jeho ostatky s nápisem Hic corpus Danielis martyris et levitae quiescit. Ostatky se v současnosti nachází v Padovské katedrále.
V Abano Terme stojí klášter zasvěcený mučedníkovi, postavený na konci 11. století.